# Dissostichus mawsoni
Dissostichus mawsoni és una espècie de peix pertanyent a la família dels nototènids present a l'oceà Antàrtic.

## Morfologia
Pot arribar a fer 175 cm de llargària màxima i 80 kg de pes. És de color marronós amb algunes taques fosques i 4 franges transversals, irregulars i incompletes. 8-9 espines i 25-27 radis tous a l'aleta dorsal i 25-26 radis tous a l'anal.

## Ecologia
És un peix d'aigua marina, pelàgic-oceànic i de clima polar (45°S-78°S, 180°W-180°E) que viu entre 0-1.600 m de fondària.
Aconsegueix la maduresa sexual en arribar als 9-10 cm de longitud total i, tot seguit, migra cap al nord durant l'estiu austral. La reproducció té lloc entre finals de l'estiu i principis de la primavera.
Els joves de fins a 12 cm de llargària viuen a prop de la superfície i es nodreixen d'eufausiacis adults i larves de peixos. Quan assoleixen 18 cm de longitud, esdevenen bentopelàgics i s'alimenten principalment de peixos (com ara, Pleuragramma antarcticum). Durant el període de reproducció mengen calamars en alta mar.
És depredat a l'Antàrtida per Cygnodraco mawsoni i el catxalot (Physeter macrocephalus).
És inofensiu per als humans i la seua esperança de vida és de 31 anys.